# Distretto di Oropesa (Cusco)
Il distretto di Oropesa  è uno dei dodici distretti della  provincia di Quispicanchi, in Perù. Si trova nella regione di Cusco.